# Slow Jams
"Slow Jams" är en låt framförd av Babyface och Tamia med ytterligare sång framförd av Portrait och Barry White. Den skrevs av Rod Temperton och producerades av Temperton och Quincy Jones till Jones trettionde studioalbum Q's Jook Joint (1995). Gruppen SWV var till en början planerade att framföra delar av låten. Innan låten inkluderades på innehållsförteckningen till albumet ersattes deras sång av Tamias, som var Jones senaste upptäckt och lärling. Låttexten i "Slow Jams" nämner flera artister och är en hyllning till lugna låtar i genren R&B, kända under samlingsnamnet slow jams. Låten gavs ut som albumets andra singel den 5 mars 1996.
"Slow Jams" fick positiv kritik av Billboard som särskilt lyfte fram Babyface och Tamias sångframföranden och deras "formidabla kemi sinsemellan". AllMusic gav låten fyra av fem stjärnor i betyg. Den hade varierande kommersiella framgångar på de amerikanska singellistorna. "Slow Jams" nådde som högst plats 68 på Hot 100-listan men blev en topp-tjugonotering på förgreningslistan Hot R&B/Hip-Hop Songs. En musikvideo spelades in till låten som regisserades av Matthew Rolston. År 1997 tilldelades "Slow Jams" en Grammy Award-nominering i kategorin Best R&B Performance By A Duo Or Group With Vocal.

## Bakgrund och utgivning
Den 7 november 1995 släpptes Q's Jook Joint, den amerikanska musikern Quincy Jones trettionde studioalbum och första utgivning på över sex år. Albumet blev Jones första utgivna på sitt, vid tidpunkten, nystartade skivbolag Qwest Records. Albumets innehåll bestod av låtar i genrerna jazz, R&B och hiphop framförda av en mängd etablerade artister, däribland Phil Collins, Gloria Estefan, Brandy Norwood och R. Kelly. Jones valde balladen "You Put a Move on My Heart" som albumets huvudsingel, en låt som framfördes av hans senaste upptäckt, den 19-åriga kanadensiska sångaren Tamia. "Slow Jams", framförd av Babyface, Portrait Barry White och gruppen SWV, planerades att inkluderas på Q's Jook Joint. Innan utgivningen av albumet ersattes SWV:s sång av Tamias. Den versionen valdes också ut som albumets andra singel och gavs ut på CD/maxi- och vinyl-skivor den 5 mars 1996.

## Inspelning och komposition

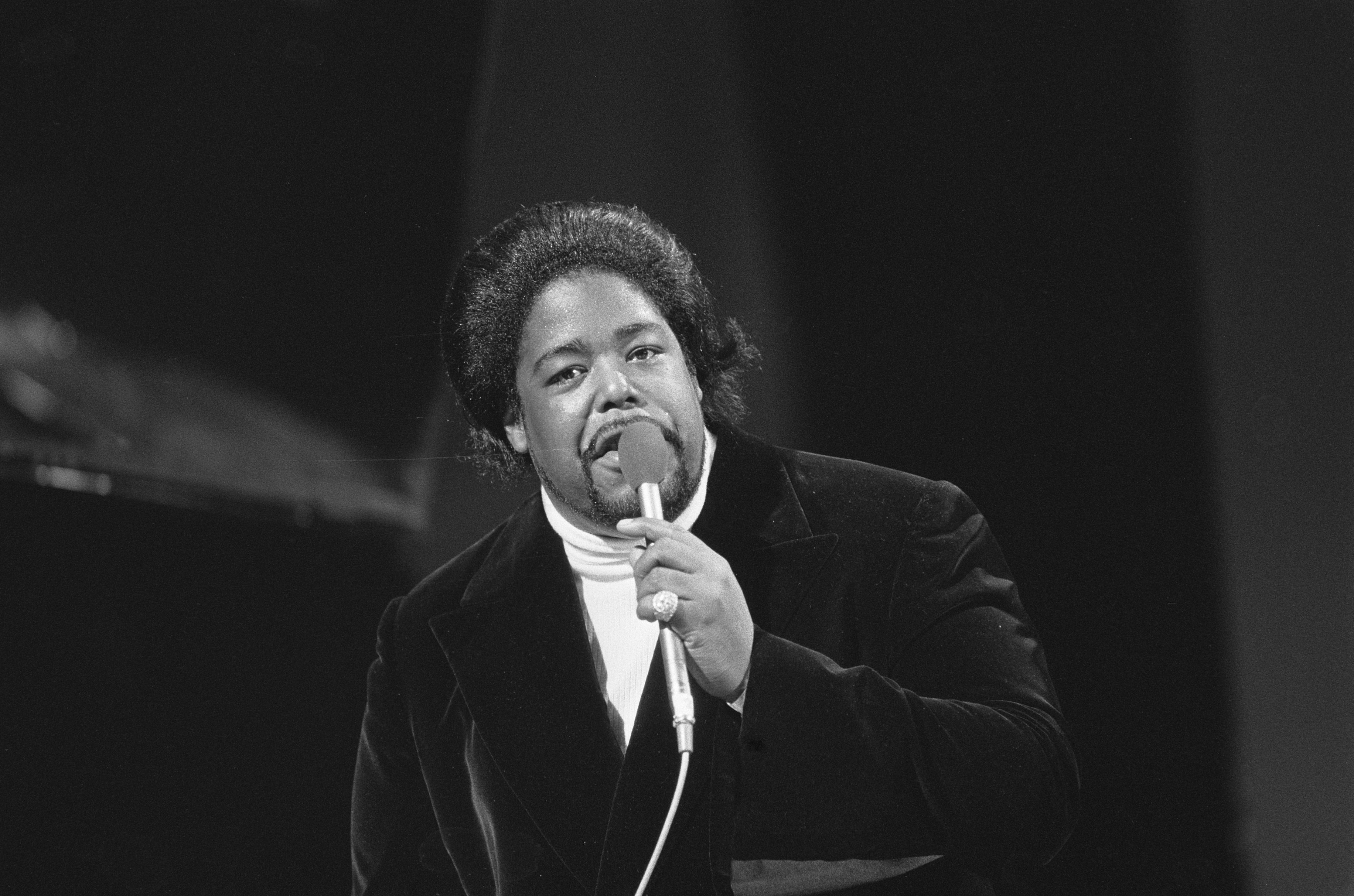
Den amerikanska musikern Barry White medverkar i låten.

"Slow Jams" skrevs av Rod Temperton som också producerade den tillsammans med Jones. Den ljudmixades av Bruce Swedien och spelades in av Francis Buckley. Temperton, Greg Phillinganes, Jerry Hey och John Clayton hjälpte alla till att arrangera låten. "Slow Jams" är en R&B-låt i långsamt tempo med en speltid på fyra minuter och tjugoåtta sekunder (4:28). Låttexten nämner flera artister inom genren och är en hyllning till lugna, romantiska låtar i downtempo, kända under samlingsnamnet slow jams. I refrängen sjunger Babyface och Tamia om en djup passion och åtrå med textverser som: "Give me slow jams and hot romance" och "Share my sweet groove the whole night through". När Billboard skulle beskriva musiken ansåg skribenten att Jones hade gett låten ett "mjukt underlag" av syntar och stränginstrument tillsammans med något återhållsammare slagverk.

## Mottagande och kommersiell prestation
Larry Flick från Billboard var positiv till "Slow Jams" som han beskrev som en "radio-smash" och en "hyllning" till alla låtar som någonsin bidragit till en romantisk kväll. Han skrev: "Lärlingen Tamia fortsätter att imponera medan Portrait och Barry White istället nästan blir bakgrundsutfyllnad. Det spelar dock ingen roll - resultatet är sött och förföriskt, särskilt Babyface och Tamia som har formidabel kemi sinsemellan." I en recension flera år efter utgivningen beskrev Paul Clifford från webbplatsen AllMusic låten som en "bortglömd och relativt okänd pärla" och gav den fyra av fem stjärnor i betyg. Den amerikanska tidskriften Jet Magazine rankade låten på plats 14 på deras återkommande topplista Jet Top 20 Singles i juni 1996. "Slow Jams" mottog en Grammy Award-nominering i kategorin Best R&B Performance By A Duo Or Group With Vocal år 1997.
"Slow Jams" kom att ha varierande framgångar på de amerikanska Billboard-listorna. Den 23 mars 1996 gick låten in på plats 23 på Bubbling Under Hot 100 Singles, en förgreningslista med 25 platser som rankar musiksinglar som ännu inte tagit sig in på Hot 100-listan. Låten låg ytterligare tre veckor på listan och nådde som högst andraplatsen. Den 20 april gick låten in på Hot 100-listan på plats 72. Följande vecka nådde den plats 68 vilket blev dess topposition på listan. "Slow Jams" hade större kommersiella framgångar på amerikanska R&B-listan Hot R&B/Hip-Hop Songs. Låten gick in på listan den 23 mars 1996 på plats 41. I sin tredje vecka på listan klättrade den från plats 33 till 30 och belönades med titeln Greatest Gainer/Airplay vilket symboliserade den högsta ökningen i radiospelningar bland singlar under topp-20. "Slow Jams" nådde slutligen plats 19 på listan vilket blev dess topposition.

## Musikvideo
I en utgåva av Billboard den 23 mars meddelades att Matthew Rolston regisserat musikvideon till "Slow Jams" som producerades av June Guterman. Enligt Billboard Video Monitor som publicerade listorna sammansatta av Nielsen Broadcast Data Systems, lades videon till i spellistorna på musikvideokanalerna VH-1 och MTV. Den tog sig aldrig in på någon av kanalernas respektive topplistor. Videon hade större framgång på BET där den nådde sjundeplatsen den 4 maj 1996.

## Format och låtlistor
| 1. | "Slow Jams" (New Edit) | 4:28 |
| 2. | "Slow Jams" (Remix)    | 5:38 |

| 1.           | "Slow Jams" (Bedroom Radio Mix)            | 5:10  |
| 2.           | "Slow Jams" (Bedroom Mix)                  | 6:23  |
| 3.           | "Slow Jams" (Bedroom Mix Instrumental)     | 6:22  |
| 4.           | "Slow Jams" (Nappy Neck Funk Radio Mix)    | 5:13  |
| 5.           | "Slow Jams" (Nappy Neck Funk Mix)          | 6:23  |
| 6.           | "Slow Jams" (Nappy Neck Funk Instrumental) | 6:23  |
| 7.           | "Slow Jams" (Dalvin's Radio Groove)        | 5:31  |
| 8.           | "Slow Jams" (Dalvin's Full Groove)         | 7:28  |
| 9.           | "Slow Jams" (Dalvin's Instrumental Groove) | 7:27  |
| Total längd: | Total längd:                               | 55:00 |

| 1. | "Slow Jams" (New Edit) | 4:28 |
| 2. | "Slow Jams" (Remix)    | 5:38 |

## Medverkande
Information hämtad från musiksingelns skivhäfte
- Tamia Washington – huvudsång, bakgrundssång
- Babyface – huvudsång, bakgrundssång
- Portrait – huvudsång, bakgrundssång
- Barry White – huvudsång, bakgrundssång
- Quincy Jones – musikproducent
- Rod Temperton – låtskrivare, producent, arrangör
- Greg Phillinganes – arrangör
- Jerry Hey – arrangör
- John Clayton – arrangör
- Darryl Pearson – (ospecificerade) instrument
- Mr. Dalvin – (ospecificerade) instrument
- Bruce Swedien – ljudmix
- Francis Buckley – ljudmix, inspelning

## Topplistor
| Lista (1996)                          | Högsta listplacering |
| ------------------------------------- | -------------------- |
| USA Billboard Hot 100                 | 68                   |
| USA Hot R&B/Hip-Hop Songs (Billboard) | 19                   |